# Liste der Abgeordneten zum Steiermärkischen Landtag (1878–1883)
Diese Liste nennt die Abgeordneten zum Steiermärkischen Landtag in der fünften Wahlperiode (1878–1883).

## Zusammentreten
Der Landtag trat in der fünften Wahlperiode zu fünf von Landtagsrunden zusammen. Dies waren
- I Session: 24. September bis 18. Oktober 1878
- II Session: 8. Juni bis 7. Juli 1880
- III Session: 14. September bis 8. Oktober 1881
- IV Session: 12. Juni bis 7. Juli 1882
- V Session: 28. Mai bis 14. Juli 1883

## Landesausschuss
Der Landesausschuss bestand aus
- Moritz Edler von Kaiserfeld (Landeshauptmann)
- Josef Edler von Neupauer (Stellvertretender Landeshauptmann)
- Josef Ritter von Kaiserfeld (Beisitzer) – Wilhelm Kienzl (Ersatzmann)
- Alexander Wannisch (Beisitzer) – Carl Muschler (Ersatzmann)
- Michael Hermann (Beisitzer) – Alois Karlon (Ersatzmann)
- Josef Scholz (Beisitzer) – Franz Boeck (Ersatzmann)
- Moritz Ritter von Schreiner (Beisitzer) – Franz Steyrer (Ersatzmann)
- Johann Pairhuber (Beisitzer) – Alois Fidelis Remschmidt (Ersatzmann)

## Liste der Abgeordneten
| Kurie                       | Wahlbezirk                  | Name                                       | Anmerkung                         |
| --------------------------- | --------------------------- | ------------------------------------------ | --------------------------------- |
| Virilstimmen                | Fürstbischof von Seckau     | Johann Baptist Zwerger                     |                                   |
| Virilstimmen                | Fürstbischof von Lavant     | Jakob Ignaz Maximilian Stepischnegg        |                                   |
| Virilstimmen                | Rektor der Universität Graz | Carl Grohs                                 | 1878                              |
| Virilstimmen                | Rektor der Universität Graz | Karl Blodig                                | 1880                              |
| Virilstimmen                | Rektor der Universität Graz | Konstantin Freiherr von Ettingshausen      | 1881                              |
| Virilstimmen                | Rektor der Universität Graz | Franz Pölz                                 | 1882                              |
| Virilstimmen                | Rektor der Universität Graz | Hermann Bidermann                          | 1883                              |
| Großgrundbesitz             |                             | Friedrich Graf Attems                      |                                   |
| Großgrundbesitz             |                             | Gustav Freiherr von Berg                   | ab 1882                           |
| Großgrundbesitz             |                             | Bartholomäus Ritter von Carneri            |                                   |
| Großgrundbesitz             |                             | Gustav Ritter von Conrad                   | bis 1881                          |
| Großgrundbesitz             |                             | Johann Nepomuk Graf von Gleispach          |                                   |
| Großgrundbesitz             |                             | Rudolf Freiherr von Hackelberg             |                                   |
| Großgrundbesitz             |                             | Sigmund Graf von Herberstein               | ab 1883                           |
| Großgrundbesitz             |                             | Carl Freiherr von Hammer-Purgstall         | bis 1878                          |
| Großgrundbesitz             |                             | Adalbert Graf von Kottulinsky              | ab 1880                           |
| Großgrundbesitz             |                             | Josef Ritter von Kaiserfeld                | bis 1881                          |
| Großgrundbesitz             |                             | Mathias Lohninger                          | bis 1882                          |
| Großgrundbesitz             |                             | Julius Franz Alfred Freiherr von Moscon    |                                   |
| Großgrundbesitz             |                             | Josef Edler von Neupauer                   | Stellvertretender Landeshauptmann |
| Großgrundbesitz             |                             | Johann Paul Pauer                          |                                   |
| Großgrundbesitz             |                             | Victor Felix Freiherr von Seßler-Herzinger | ab 1880                           |
| Großgrundbesitz             |                             | Gundacker Graf von Wurmbrand               |                                   |
| Städte und Märkte           | Graz, innere Stadt          | Karl Rechbauer                             |                                   |
| Städte und Märkte           | Graz, innere Stadt          | Moritz Ritter von Schreiner                |                                   |
| Städte und Märkte           | Graz, Vorstädte             | Wilhelm Kienzl                             |                                   |
| Städte und Märkte           | Graz, Vorstädte             | Alois Fidelis Remschmidt                   |                                   |
| Handels- und Gewerbekammern | Graz                        | Jakob Enz                                  | ab 1881                           |
| Handels- und Gewerbekammern | Graz                        | Carl Ritter von Knassl                     | bis 1880                          |
| Handels- und Gewerbekammern | Graz                        | Julius Pfrimer                             |                                   |
| Handels- und Gewerbekammern | Graz                        | Josef Oberranzmeyer                        |                                   |
| Handels- und Gewerbekammern | Leoben                      | Johann Peng Edler von Auheim               | ab 1882                           |
| Handels- und Gewerbekammern | Leoben                      | Franz Sprung                               |                                   |
| Handels- und Gewerbekammern | Leoben                      | Franz Steyrer                              |                                   |
| Handels- und Gewerbekammern | Leoben                      | Franz Kappel                               | bis 1881                          |
| Städte und Märkte           | Frohnleiten                 | Josef Alfred Heilsberg                     |                                   |
| Städte und Märkte           | Hartberg                    | Moritz Edeler von Kaiserfeld               | Landeshauptmann                   |
| Städte und Märkte           | Fürstenfeld                 | Johann Pairhuber                           |                                   |
| Städte und Märkte           | Radkersburg                 | Richard Edler von Kodolitsch               | bis 1878                          |
| Städte und Märkte           | Radkersburg                 | Oskar Falke                                | ab 1880, bis 1882                 |
| Städte und Märkte           | Radkersburg                 | Josef Kotzbeck                             | ab 1883                           |
| Städte und Märkte           | Leibnitz                    | Max Freiherr von Washington                |                                   |
| Städte und Märkte           | Voitsberg                   | Josef Scholz                               |                                   |
| Städte und Märkte           | Bruck                       | Alexander Wannisch                         |                                   |
| Städte und Märkte           | Leoben                      | Carl Muschler                              |                                   |
| Städte und Märkte           | Judenburg                   | Conrad Forcher                             |                                   |
| Städte und Märkte           | Liezen                      | Eduard Lipp                                |                                   |
| Städte und Märkte           | Murau                       | Franz Boeck                                |                                   |
| Städte und Märkte           | Marburg                     | Ferdinand Duchatsch                        | bis 1880                          |
| Städte und Märkte           | Marburg                     | Josef Schmiderer                           | ab 1881                           |
| Städte und Märkte           | Cilli                       | Josef Neckermann                           |                                   |
| Städte und Märkte           | Windischgrätz               | Jakob Ehmer                                |                                   |
| Städte und Märkte           | Pettau                      | Ferdinand Kada                             |                                   |
| Landgemeinden               | Umgebung Graz               | Anton Semlitsch                            |                                   |
| Landgemeinden               | Weitz                       | Ernst Reichsfreiherr Gudenus               |                                   |
| Landgemeinden               | Hartberg                    | Isidor Allinger                            |                                   |
| Landgemeinden               | Feldbach                    | Alois Fürst Liechtenstein                  |                                   |
| Landgemeinden               | Feldbach                    | Anton Schalhammer                          |                                   |
| Landgemeinden               | Radkersburg                 | Alfred Fürst Liechtenstein                 |                                   |
| Landgemeinden               | Leibnitz                    | Alois Karlon                               |                                   |
| Landgemeinden               | Leibnitz                    | Gustav Lehmann                             |                                   |
| Landgemeinden               | Stainz                      | Josef Kahr                                 | bis 1880                          |
| Landgemeinden               | Stainz                      | Josef Kurz                                 | ab 1881                           |
| Landgemeinden               | Bruck                       | Alois Posch                                |                                   |
| Landgemeinden               | Leoben                      | Ludwig Freiherr Zschock                    |                                   |
| Landgemeinden               | Judenburg                   | Anton Bärnfeind                            |                                   |
| Landgemeinden               | Liezen                      | Peter Platzer                              |                                   |
| Landgemeinden               | Murau                       | Gregor Stadlober                           |                                   |
| Landgemeinden               | Irdning                     | Johann Wöhr                                |                                   |
| Landgemeinden               | Cilli                       | Ferdinand Dominkus                         |                                   |
| Landgemeinden               | Cilli                       | Michael Zolgar                             |                                   |
| Landgemeinden               | Windischgräz                | Josef Schutz                               |                                   |
| Landgemeinden               | Marburg                     | Franz Radey                                |                                   |
| Landgemeinden               | Marburg                     | Johann Flucher                             |                                   |
| Landgemeinden               | Luttenberg                  | Johann Kukovee                             |                                   |
| Landgemeinden               | Pettau                      | Michael Hermann                            |                                   |
| Landgemeinden               | Rann                        | Ignatz Snidersic                           |                                   |